# (7027) Toshihanda
(7027) Toshihanda est un astéroïde de la ceinture principale et plus spécifiquement du  groupe de Hilda.

## Description
(7027) Toshihanda est un astéroïde du groupe de Hilda. Il présente une orbite caractérisée par un demi-grand axe de 3,97 UA, une excentricité de 0,20 et une inclinaison de 12,4° par rapport à l'écliptique.

## Compléments